# 거네스 브라흐

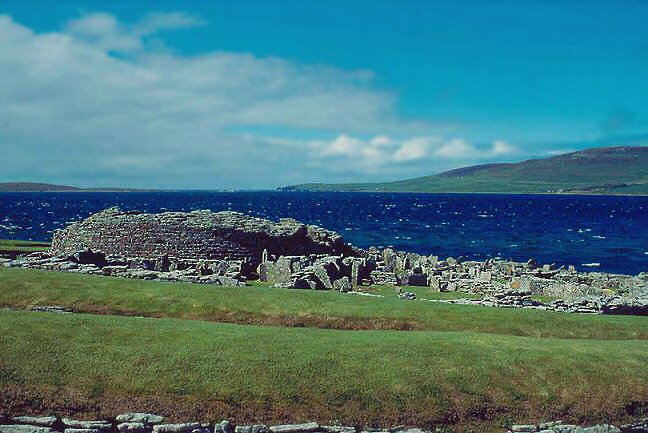

거네스 브라흐(Broch of Gurness)는 오크니 제도 본섬 북해안에 소재한 브라흐 유적이다. 커크월 서북쪽으로 15 마일 떨어진 곳에서 아인할로 해협을 내려다보는 위치에 있다.
기원전 500년에서 기원전 200년 사이에 지어졌다.  브라흐(원탑)를 중앙에 두고 주위로 정착지 유적들이 산재해 있다. 브라흐는 원래 높이가 10미터 정도는 되었을 것으로 추측되지만, 현재는 무너져서 3.6 미터 높이만 남아 있다.